# Die Glocke (Bremen)

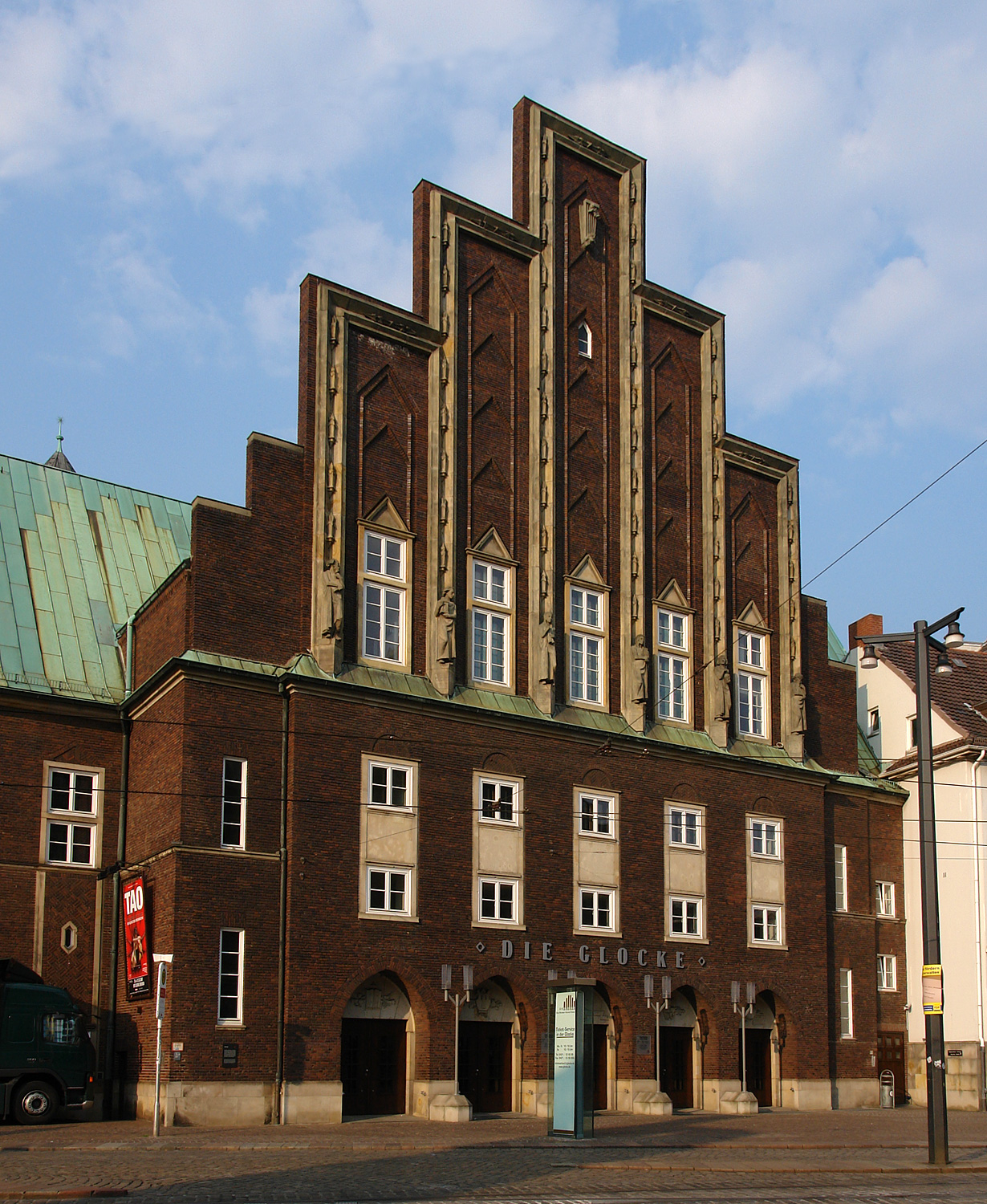
Die Glocke an der Domsheide (2007)

Die Glocke ist ein expressionistisches Konzerthaus auf der Domsheide in der Bremer Innenstadt neben dem Dom.
Das Gebäude steht seit 1973 unter Bremer Denkmalschutz. Die Jacobus-Figur im Bibelgarten ist Teil dieses Objekts.

## Geschichte

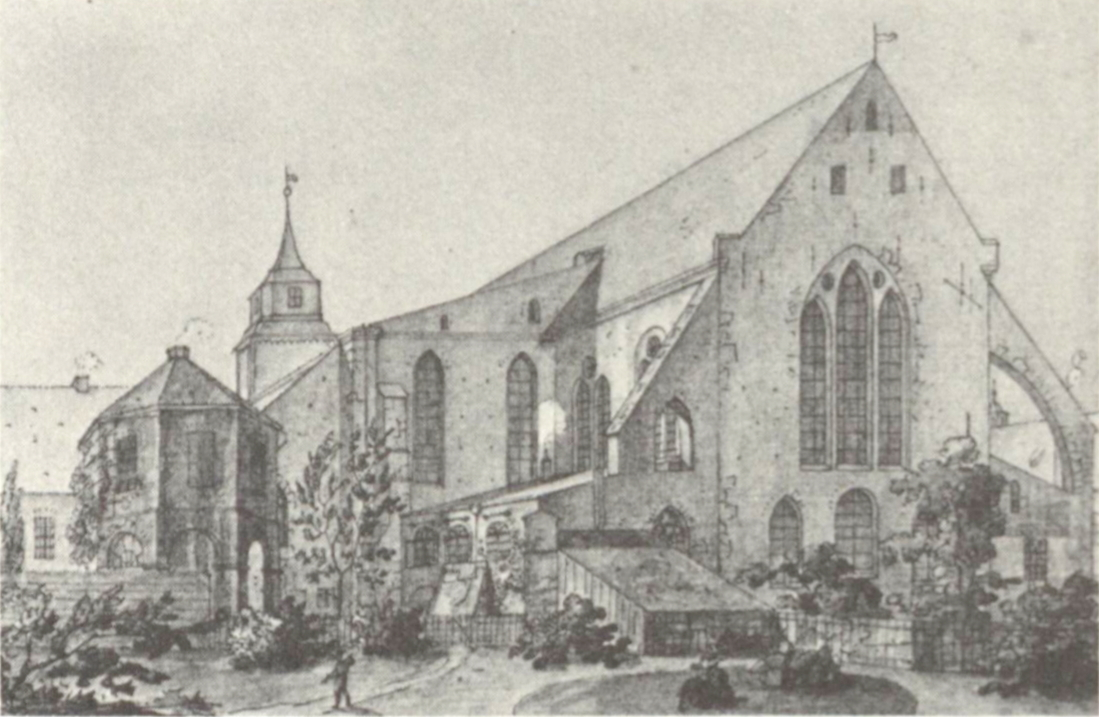
Baumhof um 1820 mit der alten Glocke als Achtecktürmchen
(unrealistische Perspektive, dadurch Domturm zu klein und Sockelgeschoss des Chors verdeckt)

Im 15. Jahrhundert wurde ein turmartiges Gebäude an der Südseite des Doms, das durch einen Gang mit ihm verbunden war, Kapitelhaus oder wegen seiner Form auch „Glocke“ genannt. Es gehörte zum Domkapitel Bremen, wurde für dessen Beratungen genutzt und nach 1648 auch für Hofgerichtsverhandlungen. Das achteckige Gebäude, ein Oktogon mit einem Kegeldach und Fachwerkmauern auf einem runden Fundament aus Backsteinen, ist seit dem 18. Jahrhundert durch Abbildungen bekannt.
Der 1737 nach Plänen des Dom-Intendanten und Baumeisters (Strukturar) Caspar Friedrich Renner entstandene Neubau war ebenfalls achteckig und wurde, als er 1803 mit dem Dom bremisch wurde, als Hauptschule (damals die Gelehrtenschule), für Gerichts- und Deputationssitzungen sowie zur Verwahrung von Akten genutzt. 1857 ging das Gebäude in den Besitz des Künstlervereins über, in dem fast alle Persönlichkeiten des künstlerischen und wissenschaftlichen Lebens Mitglieder waren. Nach einem Umbau durch den Architekten Heinrich Müller diente das Gebäude als Vereinslokal. Feste und Jubiläen, auf deren Gestaltung der Maler und Dichter Arthur Fitger und der Dramatiker Heinrich Bulthaupt Einfluss ausübten, spielten eine große Rolle. Nach einer Neugestaltung der Säle 1869 wurde hier 1877 auch die naturwissenschaftliche Sammlung untergebracht, die die Gesellschaft Museum an den Staat abgegeben hatte, bis sie 1890 an die Nordwestdeutsche Gewerbe- und Industrieausstellung ging.

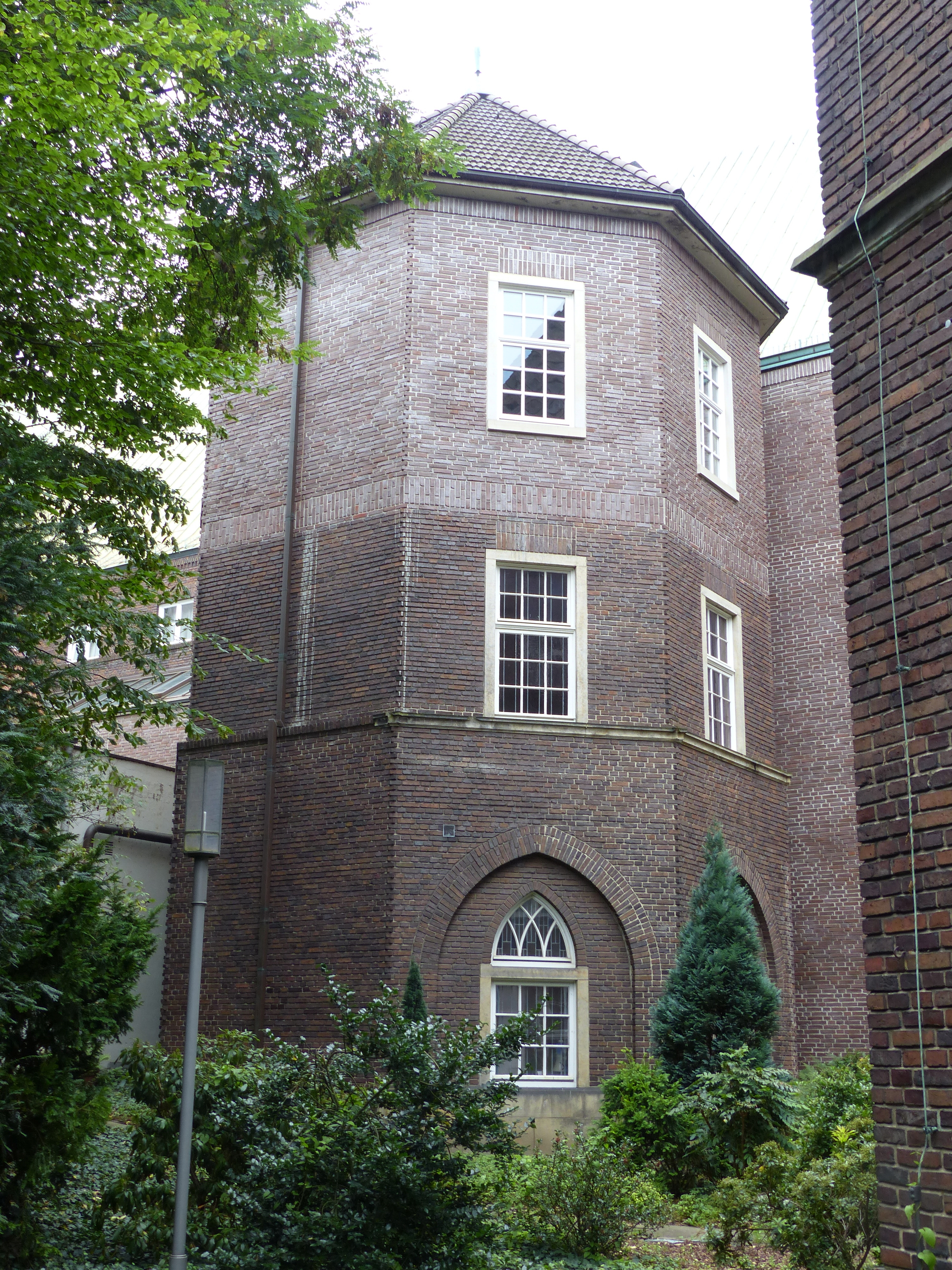
Achteckturm der Glocke im Baumhof hinter dem Dom (2016)

Am 26. Januar 1915 wurde das Gebäude Opfer eines Großfeuers. 1919 wurde ein Architektenwettbewerb für den Neubau ausgerichtet, bei dem der Bremer Architekt Heinz Stoffregen einen der insgesamt sechs ersten Preise gewann. Sein Entwurf sah unter anderem den Erhalt des gotischen Kreuzgangs vor, der bei dem Brand erhalten geblieben war, wurde jedoch nicht umgesetzt. Die Ruine wurde 1925 abgetragen, dabei wurde auch der Kreuzgang zerstört.

### Weitere Namensableitung
Der Turm des Ostertors (Osttor) aus dem 13./14. Jahrhundert, einem Durchlass durch die Stadtmauer der historischen Altstadt, über dessen Durchgang eine Glocke hing, wird als weitere Namensableitung genannt. Er diente auch als Gefängnis und wurde 1828 abgerissen. Eine Glocke, welche in diesem Turm hing, wurde ins Focke Museum gestellt und um 1908 an die Ansgariikirche gegeben.

## Die neue Glocke

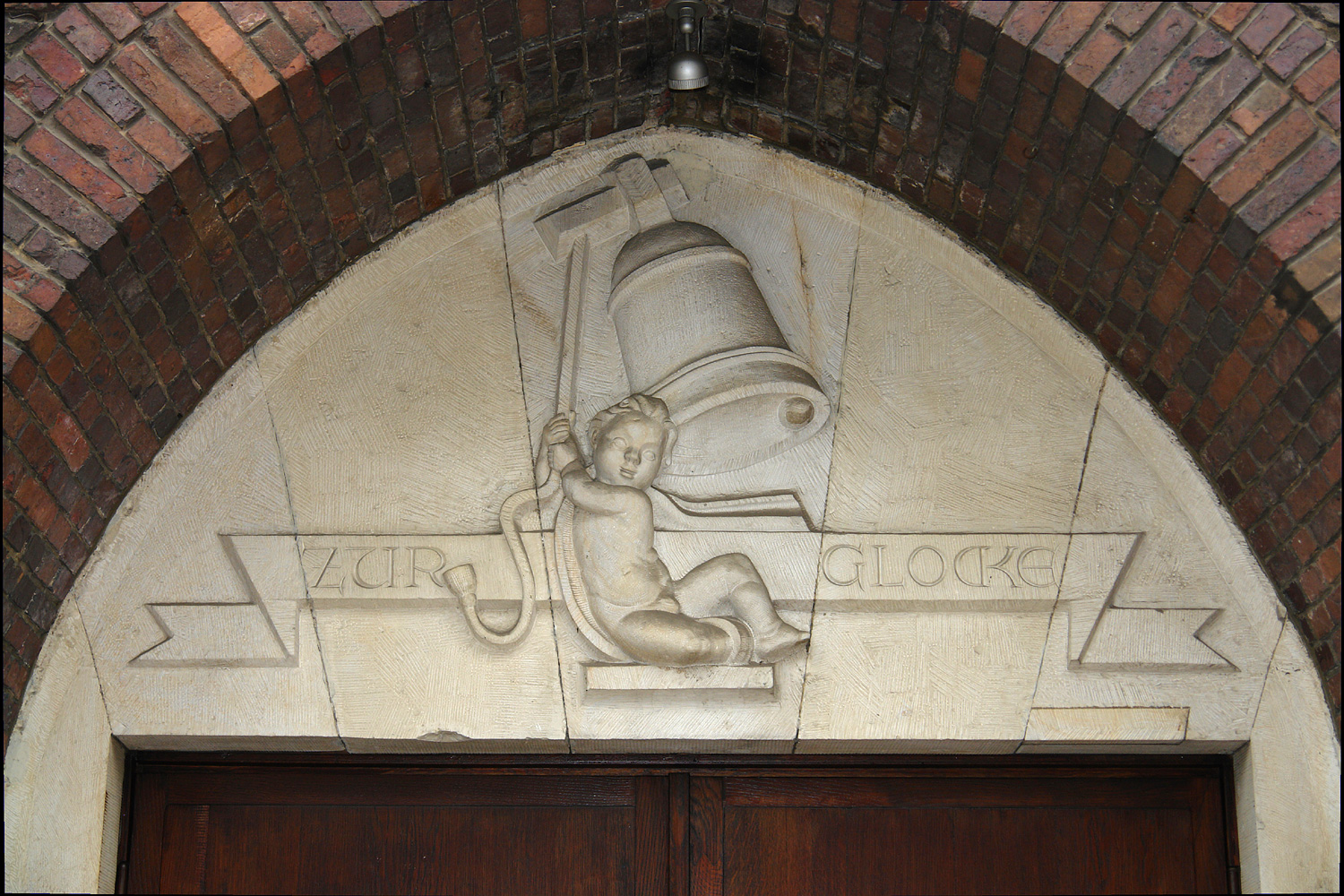
Figurenfries über dem Eingang (2006)

Die neue Glocke – erbaut 1926 bis 1928 nach Entwurf des Bremer Architekten Walter Görig mit Konzertsälen und einem Restaurant – übernahm den alten Grundriss und erhielt an der Domsheide einen großen Treppengiebel. Seit der Einweihung heißt das Gebäude Die Glocke.

### Renovierungen
Nach Beseitigung der Schäden aus dem Zweiten Weltkrieg wurde die Glocke bis 1949 von den Besatzungstruppen für Klubräume genutzt. 1995/1997 erfolgte eine gründliche Sanierung, nach der 1999 im Foyer Büsten von Ernst Wendel (1876–1938), Georg Kulenkampff (1898–1948), Hellmut Schnackenburg (1902–1974) und Ludwig Roselius (1902–1977) aufgestellt wurden.

### Akustik
Wegen ihrer hervorragenden Akustik hat die Glocke den Ruf eines erstklassigen Konzerthauses. Herbert von Karajan zählte die Glocke zu den drei besten Konzertsälen Europas. Und Margaret Price meinte: „Die Glocke ist für Sänger der beste Saal der Welt!“.

### Betreiber
Der Betreiber, die Glocke Veranstaltungs-GmbH, gehört zu 100 % der M3B GmbH.

### Säle und Räume
Säle und Foyer sind im Stil des Art déco gestaltet. Der Große Saal mit einem Rang hat 1400 Plätze; der Kleine Saal hat 391 Plätze. Dazu stehen differenziert gestaltete Foyerflächen bereit. Säle und Foyer stehen für Konzerte, Liederabende, Lesungen, kleinere Kongresse Vorträge, Bankette und andere Veranstaltungen bereit.

### Orgel
Die erste Orgel im Konzertsaal wurde 1893/94 von der Orgelbaufirma Eberhard Friedrich Walcker (Ludwigsburg) erbaut. Das Instrument hatte 40 Register auf drei Manualen und Pedal (mechanische Kegelladen). Bei einem Brand wurde es 1915 vernichtet. Die heutige Orgel im Bremer Konzertsaal wurde 1928 von der Firma W. Sauer Orgelbau (Frankfurt/Oder) erbaut. Das Instrument hat 76 Register auf vier Manualen und Pedal (pneumatische Taschenladen). Die Trakturen sind elektro-pneumatisch. In den Jahren 2005–2008 wurde das Instrument von dem Orgelbauer Christian Scheffler (Sieversdorf) umfassend restauriert.
| I Hauptwerk C–a3 |                  |       |
| 1.               | Principal        | 16′   |
| 2.               | Principal        | 8′    |
| 3.               | Viola di Gamba   | 8′    |
| 4.               | Flûte harmonique | 8′    |
| 5.               | Gedackt          | 8′    |
| 6.               | Gemshorn         | 8′    |
| 7.               | Octave           | 4′    |
| 8.               | Rohrflöte        | 4′    |
| 9.               | Dolce            | 4′    |
| 10.              | Flachflöte       | 2′    |
| 11.              | Rauschquinte II  | 2 ⁄3′ |
| 12.              | Cornett V        | 8′    |
| 13.              | Mixtur V         |       |
| 14.              | Trompete         | 8′    |

| II Schwellwerk C–a3 |                 |       |
| 15.                 | Nachthorn       | 16′   |
| 16.                 | Principal       | 8′    |
| 17.                 | Rohrflöte       | 8′    |
| 18.                 | Quintatön       | 8′    |
| 19.                 | Salicional      | 8′    |
| 20.                 | Liebl. Gedackt  | 8′    |
| 21.                 | Praestant       | 4′    |
| 22.                 | Blockflöte      | 4′    |
| 23.                 | Schwiegel       | 2′    |
| 24.                 | Sesquialtera II | 2 ⁄3′ |
| 25.                 | Scharf III-V    |       |
| 26.                 | Cymbel III      |       |
| 27.                 | Rankett         | 16′   |
| 28.                 | Krummhorn       | 8′    |
| 29.                 | Singend Regal   | 4′    |
|                     | Tremulant       |       |

| III Schwellwerk C–a3 |                 |        |
| 30.                  | Liebl. Gedackt  | 16′    |
| 31.                  | Geigenprincipal | 8′     |
| 32.                  | Nachthorn       | 8′     |
| 33.                  | Concertflöte    | 8′     |
| 34.                  | Quintatön       | 8′     |
| 35.                  | Viola           | 8′     |
| 36.                  | Spitzflöte      | 8′     |
| 37.                  | Aeoline         | 8′     |
| 38.                  | Vox coelestis   | 8′     |
| 39.                  | Principal       | 4′     |
| 40.                  | Violine         | 4′     |
| 41.                  | Nachthorn       | 4′     |
| 42.                  | Zartquinte      | 2 ⁄3′  |
| 43.                  | Flautino        | 2′     |
| 44.                  | Terz            | 1 3⁄5′ |
| 45.                  | Septime         | 1 ⁄7′  |
| 46.                  | Sifflöte        | 1′     |
| 47.                  | Cornett III-IV  |        |
| 48.                  | Mixtur VI-VII   |        |
| 49.                  | Basson          | 16′    |
| 50.                  | Trompette harm. | 8′     |
| 51.                  | Oboe            | 8′     |
| 52.                  | Clairon         | 4′     |
|                      | Tremulant       |        |

| IV Echowerk C–a3 |            |    |
| 53.              | Bordun     | 8′ |
| 54.              | Dulciana   | 8′ |
| 55.              | Unda maris | 8′ |
| 56.              | Principal  | 4′ |
| 57.              | Quintatön  | 4′ |
| 58.              | Vox humana | 8′ |
|                  | Tremulant  |    |

| Pedal C–f1 |                 |     |
| 59.        | Untersatz       | 32′ |
| 60.        | Principalbass   | 16′ |
| 61.        | Subbass         | 16′ |
| 62.        | Liebl. Gedackt  | 16′ |
| 63.        | Oktavbass       | 8′  |
| 64.        | Violoncello     | 8′  |
| 65.        | Bassflöte       | 8′  |
| 66.        | Choralbass      | 4′  |
| 67.        | Nachthorn       | 4′  |
| 68.        | Nachthorn       | 2′  |
| 69.        | Rauschpfeife IV |     |
| 70.        | Mixtur VI       |     |
| 71.        | Sordun          | 32′ |
| 72.        | Posaune         | 16′ |
| 73.        | Rankett         | 16′ |
| 74.        | Basstuba        | 8′  |
| 75.        | Horn            | 4′  |
| 76.        | Singend Cornett | 2′  |

- Koppeln:
  - Normalkoppeln: II/I, III/I, IV/I, III/II, IV/III, I/P, II/P, III/P, IV/P
  - Suboktavkoppeln: III/I, III/II, IV/IV
  - Superoktavkoppeln: III/I, III/II, IV/IV, P/P
- Spielhilfen: freie Kombinationen, Handregister, Tutti, Pedalumschaltungen, Absteller, Crescendowalze